# Match de improvisação

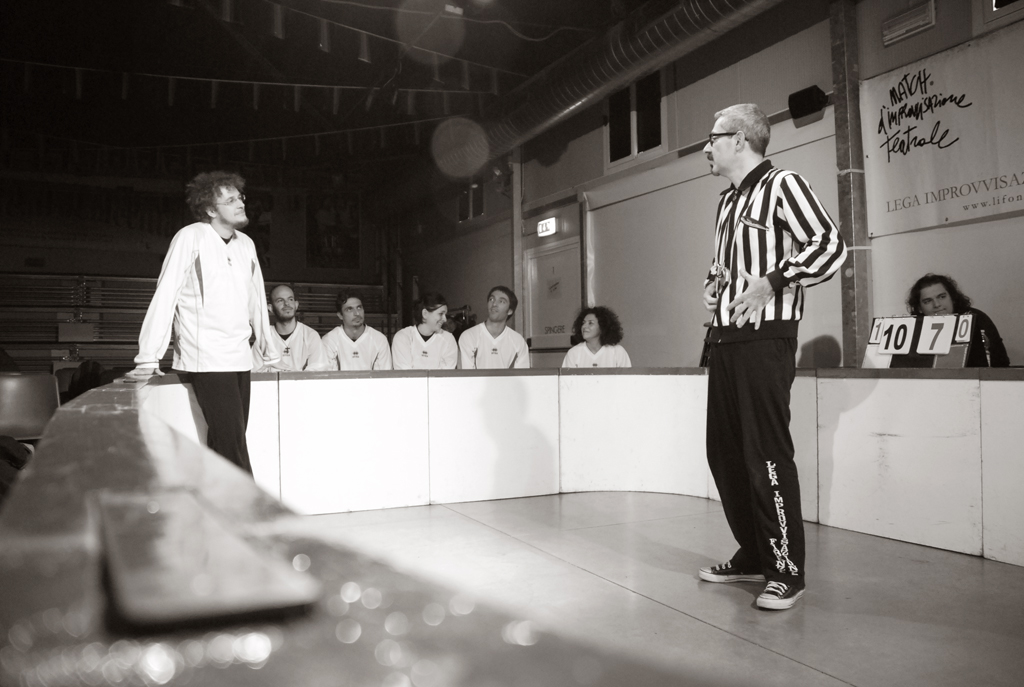
Theatresports, Florenca, Italia

O match de improvisação foi criado em 21 de outubro de 1977 no Quebec por Robert Gravel. Sua intenção era experimentar novas formas de teatro e de aproximação do público, a fim de quebrar com o elitismo no teatro. A ideia era se apoiar no esporte, parodiando decoro e regras do Hóquei no gelo.
Para essa aventura, Robert Gravel convidou vários artistas e amigos: Anne-Marie Laprade, Yvan Ponton, que criou o papel de árbitro, Pierre Martineau, o primeiro mestre de cerimônia, bem como os primeiros atores a participar dessa aventura.
O que explica o sucesso do match de improvisação é, de um lado, o fato de o público poder participar do espetáculo (interpretando o próprio público) e, do outro lado, as capacidades impares dos jogadores: saber ouvir, rapidez de reação, humildade (julgar quando é importante intervir), coragem para se colocar em perigo, imaginação rica, trabalho em equipe, etc. Características indispensáveis para oferecer um bom espetáculo ao publico.
O conceito de match de improvisação é especialmente desenvolvido no mundo francofono, mas ligas de improvisação já existem em vários países e línguas. No Brasil, esse conceito ainda está começando.

## Conceito

### Funcionamento do jogo
Duas equipes de 7 jogadores (3 jogadores, 3 jogadoras e um treinador) se  enfrentam dentro de um mini rinque de Hóquei no gelo (cerca de 5m x 6m) de madeira. A vestimenta dos jogadores é regulamentada: calça de esporte preta, camiseta, tênis e camisa de uniforme numerada). O match é apresentado e narrado por um mestre de cerimônia (chamado MC). Um músico toca para aquecer os espectadores, preencher os tempos mortos, pontuar os momentos importantes e, às vezes, intervir em algumas improvisações. Um árbitro e dois assistentes, usando uniformes de árbitros de hóquei, se encarregam de fazer cumprir o regulamento e de atualizar o placar. 
O árbitro começa sorteando temas (desconhecidos pelos jogadores) em uma pilha de cartões. O cartão sorteado indica a forma na qual se dará a improvisação. Os elementos a serem descritos são:
- tipo: mista ou comparada: em uma improvisação mista, as duas equipes devem jogar juntas, enquanto em uma improvisação comparada, um time se apresenta primeiro e o outro em seguida.
- titulo, ou tema : palavra ou frase curta escolhida pelo arbitro e seus assistentes.
- número de jogadores : pode ser livre ou determinado pelo cartão.
- categoria : pode ser livre ou determinada pelo cartão. Algumas das categorias comuns são: à maneira de Molière, cantada, rimada, sem falas, silenciosa, com acessório, etc.
- duração : geralmente varia de 30 segundos a 8 minutos, mas pode ir até 20 minutos.

Quando o árbitro termina de ler o cartão, as duas equipes tem direito a 20 segundos de discussão (é o chamado caucus). Se a improvisação é comparada, um dos assistentes de árbitro deve assegurar que os jogadores da segunda equipe a jogar não se comuniquem no banco (impedindo que a segunda equipe tenha vantagens sobre a primeira). Esse assistente dispõe de um lenço, o qual é jogado no ar se a falta for marcada.
Ao fim de cada improvisação, o público vota na equipe que fez a melhor participação. Para isso, cada espectador possui um cartão cujas faces tem cores diferentes, representando as equipes. A equipe que obtiver a maioria dos votos do público ganha essa improvisação e um ponto no placar.
Oficialmente, o match tem três tempos de 30 minutos cada. A equipe com mais pontos no final do match é vencedora.
Como a função do árbitro é fazer cumprir as regras, ele pode soprar faltas com a ajuda de um kazoo. Existem 16 faltas oficiais. Quando uma equipe totaliza três faltas, um ponto é dado à equipe adversária.